# Software-defined networking
Pour les articles homonymes, voir SDN et Software-defined.
Le software-defined networking (SDN) est un modèle d’architecture réseau qui permet aux administrateurs de réseaux de gérer les services de réseaux par abstraction de fonctionnalités.

## Principes

Diagramme de l'architecture SDN

SDN est un acronyme signifiant Software Defined Networking. C'est un ensemble de techniques ayant comme points communs :
- un contrôle centralisé des ressources réseau ;
- une orchestration centralisée ;
- une virtualisation des ressources physiques.

Le SDN vise une plus grande agilité dans le déploiement et le fonctionnement des infrastructures réseau en s'inspirant des techniques du Cloud Computing. Par exemple, en synchronisant la création de réseaux locaux virtuels (VLAN) avec le lancement de machines virtuelles dans un centre de données ou en permettant un routage basé, non plus sur la seule adresse IP de destination, mais sur le type d'application véhiculée ainsi que sur les performances du réseau dans un réseau étendu (WAN ou SD-WAN).
Initialement, les recherches dans le domaine du SDN visaient à remplacer le plan de contrôle des équipements réseau en ne leur laissant que le plan de commutation (voir le protocole Openflow). L'orientation actuelle tend plutôt à rajouter un plan de contrôle centralisé qui coopère avec le plan de commutation des équipements.

## Un contrôle centralisé des infrastructures réseau
Jusqu'à présent, la plupart des équipements réseau se configurent de manière individuelle en se connectant sur ceux-ci. D'une part, cette approche est coûteuse en temps pour des grands réseaux et d'autre part sujette à des erreurs humaines. Le SDN définit des normes (netconf, REST, BGP-LS...) pour lire les états du réseau et agir sur sa configuration depuis des serveurs.

## Une orchestration centralisée
Ces protocoles autorisent une reconfiguration du réseau de manière centralisé par des transactions. Une transaction est une opération élémentaire qui agit sur un ou plusieurs équipements. En général, les transactions sont implémentées sous forme d'API pour être utilisées par des programmes tiers et sur des composants logiciels séparés de l'orchestrateur appelé contrôleurs pour plus de modularité.

## Une virtualisation des ressources physiques
À partir du point de management, en général via une interface web, on peut alors agir sur la configuration d'un réseau local ou le routage indépendamment des équipements physiquement installés sur les sites (par exemple avec ou sans redondance) détachant ainsi la nature de l'opération de son mode d'opération (abstraction). 